# Агапия, Ирина и Хиония
Ага́пия, Ири́на и Хиони́я (Аквилейские, Солунские или Иллирийские; греч. Αγάπη, Ειρήνη, Χιονία, «Любовь, Мир и Снежная») — три святые христианские мученицы IV века.

## Житие

### Древнейший вариант жития
Память Солунских мучениц Агапии и Хионии встречается в древнейшем восточном месяцеслове — Сирийском (411—412). Древнейший вариант жития (который восходит к протоколам их допросов), сохранился только в Cod. Vat. Gr. 1660 (916).
Три сестры (так же, как Вера, Надежда, Любовь и их мать София, носившие говорящие имена) вместе с тремя другими благочестивыми женщинами, среди которых была вдова Евтихия, а также мужчина по имени Агафон, были родом из Фессалоник. Они были схвачены в горах поблизости от этого города, где скрывались от преследований Диоклетиана, и приведены на суд к римскому правителю. Обыск в их доме выявил христианские книги, которые было запрещено хранить. Они отказались вкусить идоложертвенной пищи (сначала перед чиновником Кассандром, затем перед главой римской администрации Дульцицием) и были подвергнуты различным казням. Агапию и Хионию в первый же день сожгли, а остальных заключили в тюрьму, чтобы дать им возможность одуматься. После следующего допроса Дульциций приказал отвести Ирину в публичный дом, но там к ней никто не притронулся. Затем её сожгли либо же отрубили голову; о том, что случилось с остальными арестованными, житие не сообщает.

### Дополненный вариант жития
Затем история их мученичества, так же как история мученичества святых Феодоты и Еводия была включена в житие святой Анастасии Узорешительницы, в связи с чем действие переносится в итальянский город Аквилею.
Рано осиротев, сестры были благочестивыми христианками, отказывались выходить замуж и следовали духовному руководству священника Зинона (Зоила), которому вскоре во сне было открыто, что он скончается, а юным девам суждено мученичество. То же явление было находившейся в Аквилее великомученице Анастасии Узорешительнице, которая отправилась к сестрам и воодушевила их мужественно принять мученический венец.
Вскоре действительно Зинон скончался, а девушек арестовали и отправили на суд к императору Диоклетиану. Несмотря на уговоры, девушки отказались отречься от Христа. Диоклетиан отправлялся в Македонию, туда же увезли сестер и отдали на суд правителю Дульцицию. Последний прельстился их красотою и пообещал им спасение, если они удовлетворят его страсть. Но девушки отказались, и он отправился к ним ночью. Но его поразила невиданная сила, он потерял рассудок, попал на кухню, где перепачкался в саже и был с трудом узнан стражей. Он решил, что девушки околдовали его и решил отомстить. На суде он приказал обнажить их, но воины не сумели этого сделать, так как одежды будто приросли к девушкам. На суде Дульциций внезапно заснул чудесным беспробудным сном, который продолжался, пока его не внесли обратно в дом. Диоклетиану сообщили о происшедшем, он разгневался на судью и перепоручил их дело судье Сисинию. Последний допросил дев, никто из них не отрекся. Он приказал сжечь Агапию и Хионию заживо, а младшую сестру Ирину оставил напоследок. Но когда пламя погасло, стало видно, что тела и одежда мучениц не опалены огнём, а лица покойных преисполнены спокойствия.

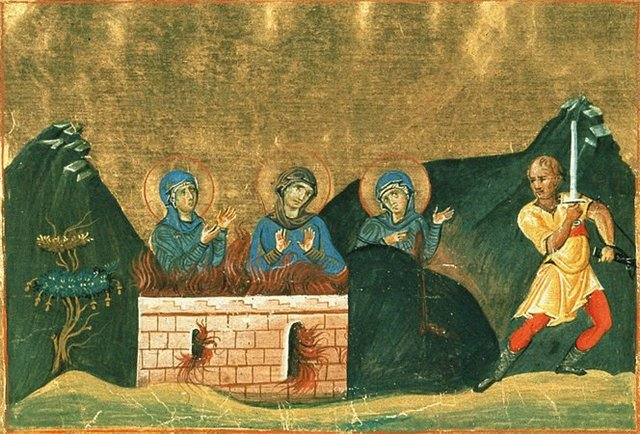
Мученичество святых Агапии, Ирины и Хионии (миниатюра Минология Василия II, 979—989 гг.)

На следующий день Сисиний судил Ирину, пугая её участью сестер и угрожая отдать на поругание в блудилище. Ирина отвечала со спокойствием, что и в таком случае душа её не осквернится отречением от Христа. Когда солдаты вели Ирину на блудилище, к ним подошли два светлых воина и сказали «Ваш господин Сисиний повелевает вам привести девицу на высокую гору и оставить там, а затем прийти к нему и доложить о выполнении приказа», что и было исполнено. Это были ангелы, которые её спасли от надругательства. Сисиний с отрядом отправился к горе и увидел на её вершине девушку. Они не могли подняться наверх, и один из солдат убил её стрелой из лука. Тела дев погребла святая Анастасия.
В связи с дальнейшим сосуществованием обеих традиций Агапия, Хиония и Ирина почитались то как Солунские, то как Иллирийские мученицы.

## В культуре
- Хросвита Гандерсгеймская (X в.) по этому сюжету написала пьесу «Дульциций»[англ.].